# 미호타촌
미호타촌(三穂田村)은 후쿠시마현 나카도리 아사카군에 속했던 촌이다. 1965년 5월 1일 고리야마시와 아사카군 모든 정·촌(아사카정·미호타촌·오세촌·가타히라촌·기쿠타촌·히와다정·후쿠야마정·고난촌·아타미정), 다무라군의 다무라정이 합병, 고리야마시가 새롭게 설치되고 폐지되었다.

## 역사
- 1955년 3월 10일 - 미와촌과 호즈미촌 및 아사카정의 일부(가와다지구)가 합병해 미호타촌이 되었다.
- 1965년 5월 1일: 고리야마시와 아사카군 모든 정촌(아사카정·미호타촌·오세촌·가타히라촌·기쿠타촌·히와다정·후쿠야마정·고난촌·아타미정), 다무라군 다무라정과 합병, 고리야마시가 새롭게 설치되고, 미호타촌 등은 폐지되었다. 이때 아사카군이 소멸하였다.

## 참고 문헌
- 角川日本地名大辞典編纂委員会『角川日本地名大辞典 7 福島県』、角川書店、1981年 ISBN 4040010701より
- 日本加除出版株式会社編集部『全国市町村名変遷総覧』、日本加除出版、2006年、ISBN 4817813180より